# さっぽろ創世スクエア
さっぽろ創世スクエア（さっぽろそうせいスクエア、英: SAPPORO SOSEI SQUARE）は、札幌市中央区にある複合施設（超高層建築物）。2018年10月8日グランドオープン。

## 概要
都市再開発「札幌創世1.1.1区（そうせいさんく）北1西1地区第一種市街地再開発事業」の一環として、土地の低未利用な状況にあった北1西1地区において公共施設となるホールや図書館、アートセンターで構成する複合施設や駐輪場に加え、民間施設となる事務所、放送局、駐車場などが入居する低層棟と高層棟から成る施設を建設した。建物外周部に歩行者空間や広場を設けているほか、緑化を行うことで快適な歩行空間の確保を創出している。また、地下には地域冷暖房プラントを整備するほかコジェネレーションを導入しており、自立分散型のエネルギーネットワーク構築を促進する（地域熱供給）。
「さっぽろ創世スクエア」という名称は北1条西1丁目街区全体を指し、オフィスや放送局等の民間施設、札幌市民交流プラザなどの公共施設の総称である。この名称は公募によって決定したもので、「札幌の発展の起点となった創成川沿いに位置する、正方形の街区という、当施設の特性を表しているとともに、『創世1.1.1区』（そうせいさんく）の名で推進してきたエリアのイメージを継承。頭文字に3つのSが並び、分かりやすく覚えやすい、施設がもたらす新時代を想起させる名称である」という理由から採用された。なお、「創成川」の漢字表記を流用して「さっぽろ創成スクエア」と表記すると誤記となるので注意。
2018年（平成30年）9月6日に発生した北海道胆振東部地震の際には1階と2階部分に、札幌市経済観光局が外国人観光客対象の臨時避難所を設置した。

## 沿革
- 1990年（平成02年）：「札幌国際ゾーン研究会」組織[8]。
- 1997年（平成09年）：「国際ゾーン推進連絡会」設置[8]。
- 1998年（平成10年）：国際ゾーンの名称を「創世1.1.1区」と改称[8]。推進連絡会の名称を「札幌創世1.1.1区推進連絡会」と改称[8]。
- 2000年（平成12年）：「第4次札幌市長期総合計画」策定。この中で、「創世1.1.1区」を含む一帯が札幌発展の基点としての歴史的価値を生かし、都心の新たな発展を先導する拠点形成を目指す「都心発展先導ゾーン」に指定される[9]。
- 2005年（平成17年）度：耐震性能不足などによる札幌市民会館の閉館決定[報道 6]。
- 2006年（平成18年）度：札幌市が旧市民会館の後継施設「市民交流複合施設」を当地区の再開発事業により建設することを決定し[新聞 1][新聞 1]、全地権者（王子不動産、札幌市、明治安田生命保険）による事業化検討開始[報道 6]。
- 2008年（平成20年）度：王子不動産が、再開発事業の推進に協力する者へ土地・建物を売却する方針を決定し、取得者を募る取り組みを開始[報道 6]。
- 2009年（平成21年）
  - 1月：事業化に向けた取り組みを強化するため再開発協議会を設立し、協議会より各方面に王子不動産所有地等の取得を打診[報道 6]。
  - 3月：「札幌市文化芸術基本計画」を策定[10]。この時点では、「市民交流複合施設大ホール」は旧札幌市民会館の後継施設として検討されていた[11]。
  - 7月：王子不動産土地・建物の売買契約締結（札幌市、民間企業6社、都市再生機構）により、再開発事業に係る地権者が確定[報道 6]。
  - 9月17日：「札幌創世1.1.1区北1西1地区市街地再開発準備組合」設立[注釈 1][報道 6]。
- 2012年（平成24年）
  - 3月：当地区への移転を検討していたNHK札幌放送局が再開発計画から離脱[注釈 2][12]。
  - 9月25日：NHK札幌放送局に代わる放送局として、北海道テレビ放送（HTB）が本社を当地区に移転することを発表[新聞 4]。
- 2013年（平成25年）5月：「（仮称）市民交流複合施設整備基本計画」において札幌市民ホールを札幌市民会館の後継施設、「市民交流複合施設大ホール」（札幌文化芸術劇場）を老朽化しているさっぽろ芸術文化の館（ニトリ文化ホール）の後継施設に見直し[10]。
- 2014年（平成26年）
  - 2月18日：札幌市が「札幌圏都市計画第一種市街地再開発事業」（札幌創世1.1.1区 北1西1地区）を決定・告示[報道 7][報道 8]。
  - 5月15日：事業計画決定[報道 8]。
  - 6月4日：「札幌創世1.1.1区北1西1地区市街地再開発組合」設立[注釈 3][報道 9]（5月15日認可[報道 10]）。
  - 10月21日：既存ビル解体、駐車場取り壊し開始[新聞 5]。
- 2015年（平成27年）
  - 1月9日：当事業の権利変換計画認可[報道 11][報道 8]。
  - 2月3日：起工式[報道 1]。
  - 5月13日：組合事務所が札幌時計台ビル（札幌市中央区北1条西2丁目1番地）5階に移転[報道 12]。
- 2016年（平成28年）
  - 5月16日：当事業の権利変換計画変更認可[報道 8]。
  - 12月16日：施設名称が「さっぽろ創世スクエア」（SAPPORO SOSEI SQUARE）に決定[報道 5][注釈 4]。同時に、統括管理会社が大成有楽不動産に決定[報道 16][注釈 5]。
- 2017年（平成29年）
  - 1月10日：ロゴマーク決定[報道 18]。施設名称表彰式を開催[報道 19]。
  - 3月13日：低層棟ホール部分の大型トラスのリフトアップが完了[報道 20]。
  - 11月22日：当市街地再開発事業の施設建築物の竣工予定時期を、これまでの「平成30年3月末」から「平成30年5月末」に変更[報道 21]。
- 2018年（平成30年）
  - 4月1日：地下駐車場（タイムズステーションさっぽろ創世スクエア）供用開始[報道 3][報道 4]。地域冷暖房設備が運転開始[報道 3]。
  - 4月18日：地下駐輪場（北1西1地下自転車駐車場）供用開始[報道 3][報道 22]。
  - 5月7日：高層棟に朝日新聞北海道支社が移転[新聞 6]。その他のオフィスの入居も順次開始[報道 3]。
  - 5月30日：定礎式[報道 23]。
  - 5月31日：竣工[報道 2]。
  - 6月20日：竣工式・竣工祝賀会[報道 24]。
  - 9月13日：「西2丁目地下歩道」供用開始に伴い、札幌市営地下鉄大通駅と直結。
  - 9月18日：高層棟に北海道テレビ放送（HTB）本社が移転[報道 25]。
  - 10月7日：低層棟（札幌市民交流プラザ）の札幌文化芸術劇場（hitaru）、札幌文化芸術交流センター（SCARTS）、札幌市図書・情報館が開館[報道 21]。
  - 10月28日：グランドオープン。[報道 21]

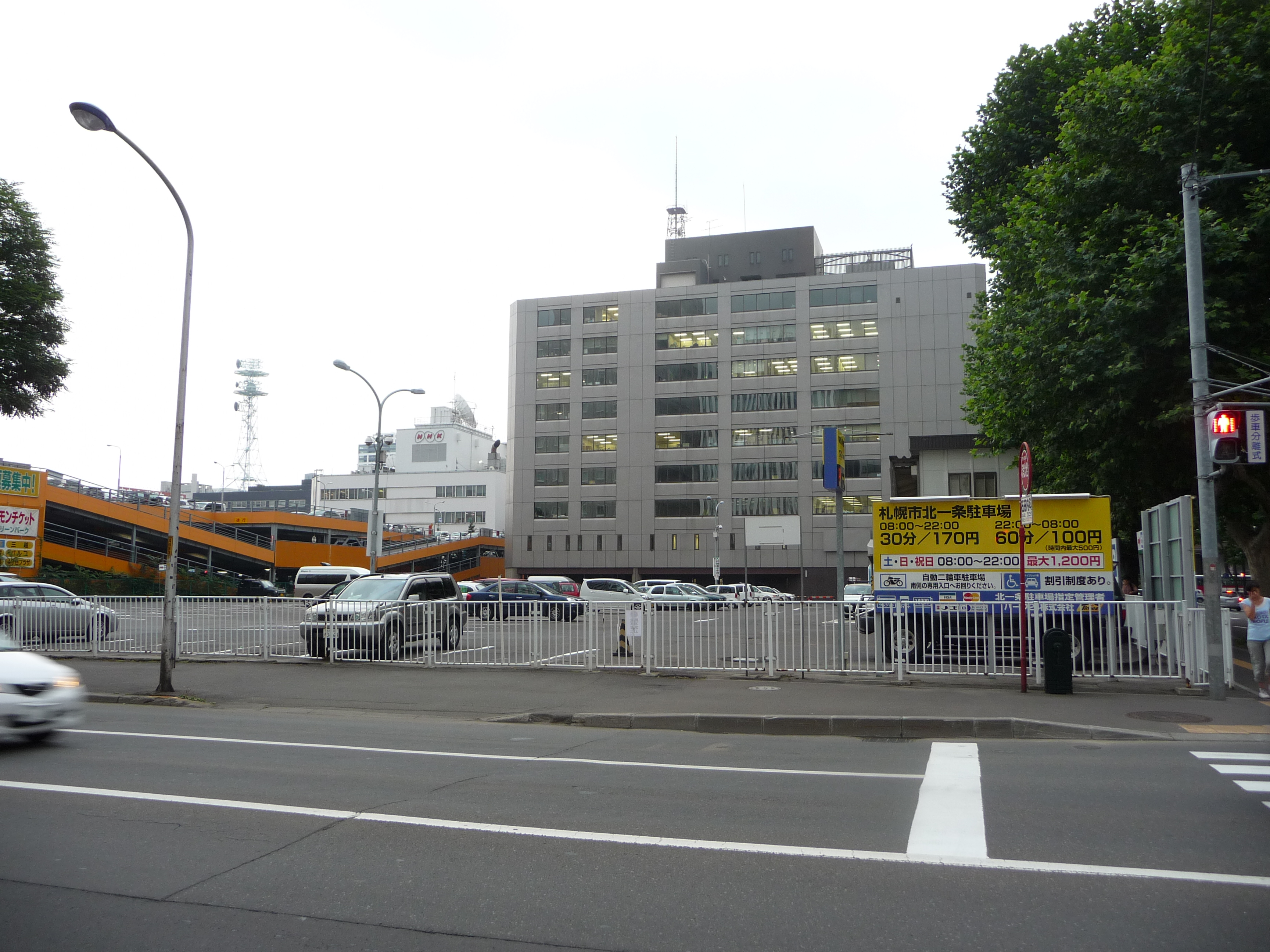
再開発前の札幌市北一条駐車場と明治安田生命北1条西ビル（2010年8月）
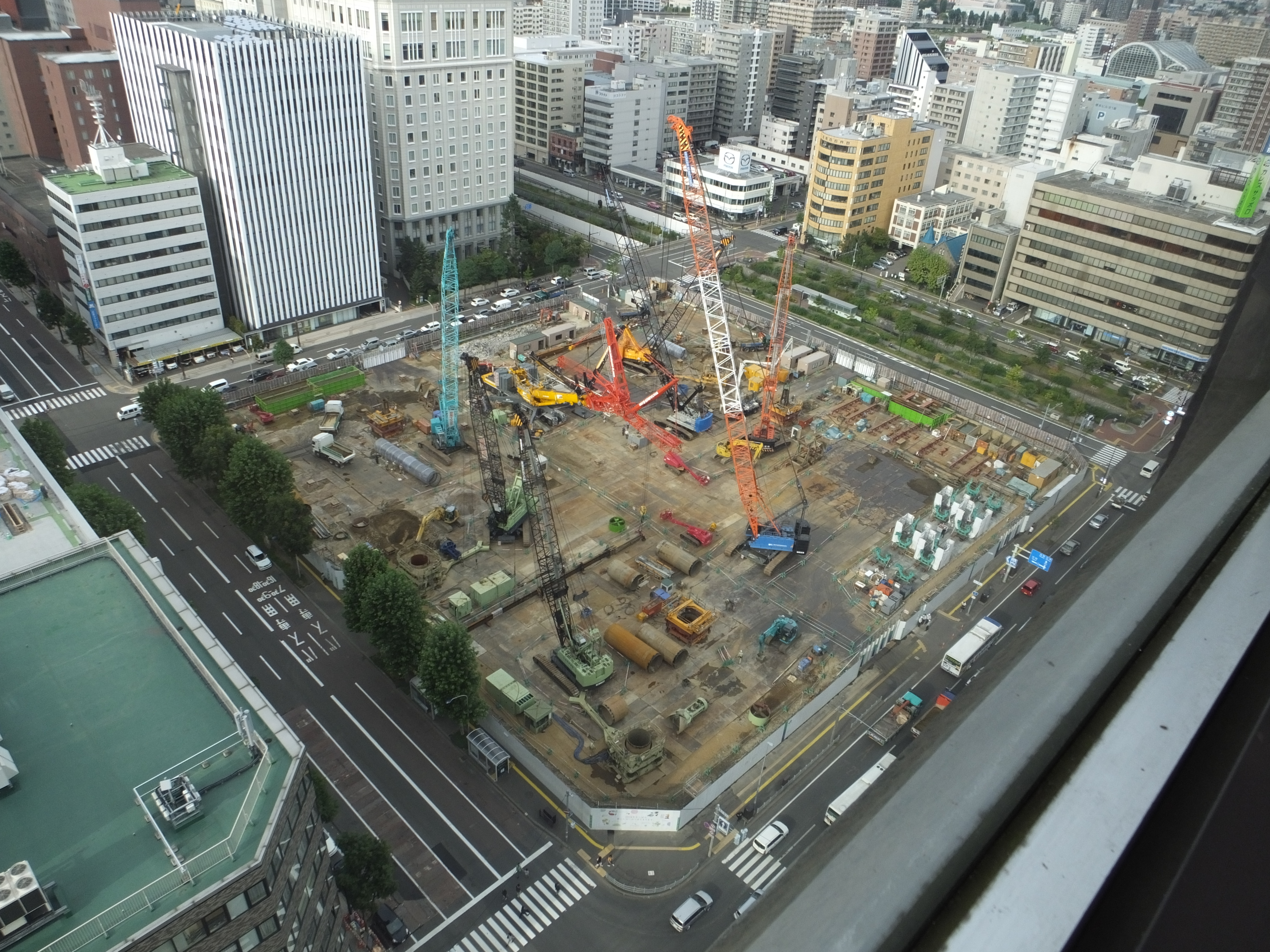
札幌市役所から見た建設工事の様子（2015年9月）

## 施設

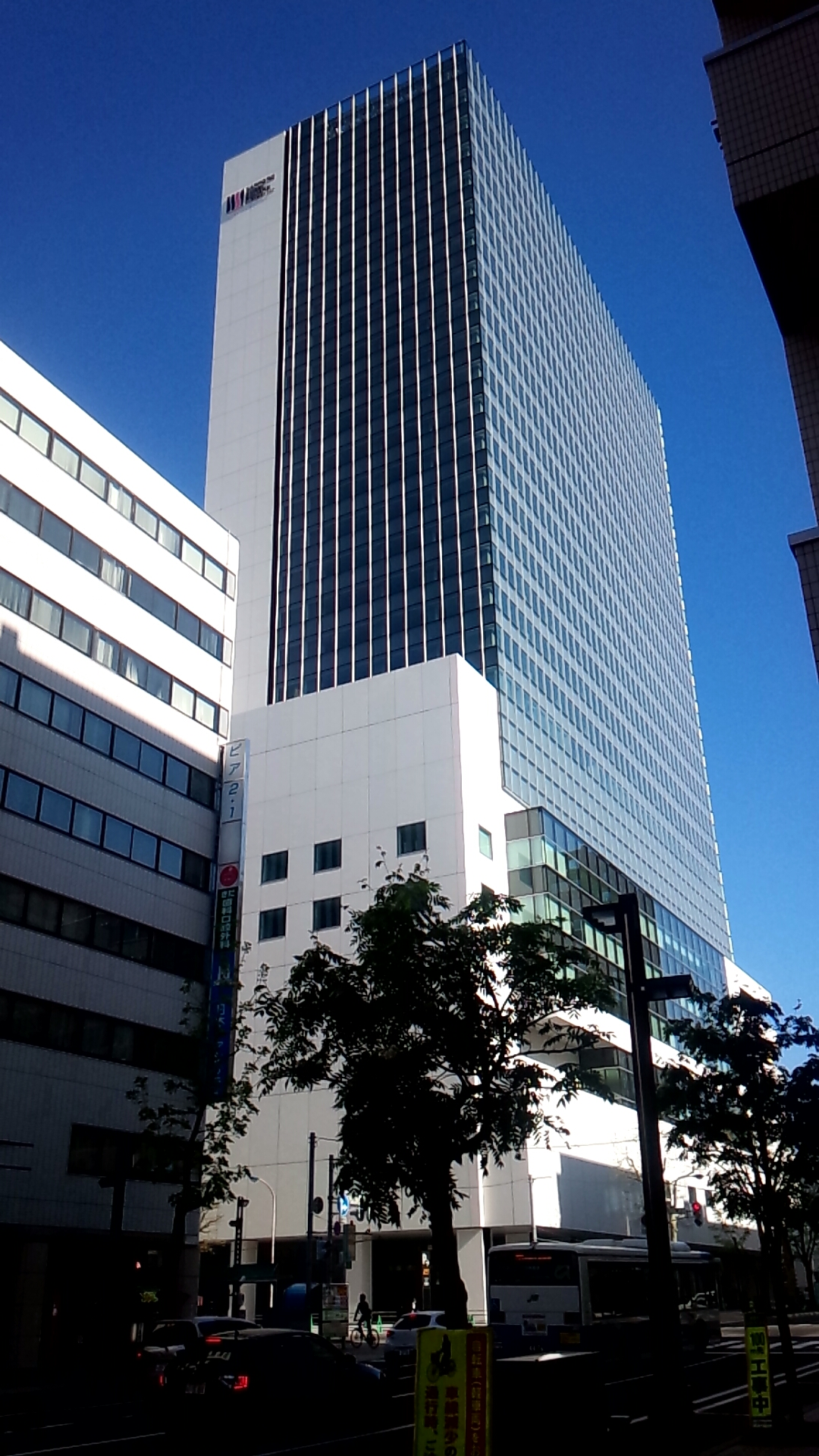
北海道テレビ放送 (HTB) や朝日新聞北海道支社などが入居する高層棟

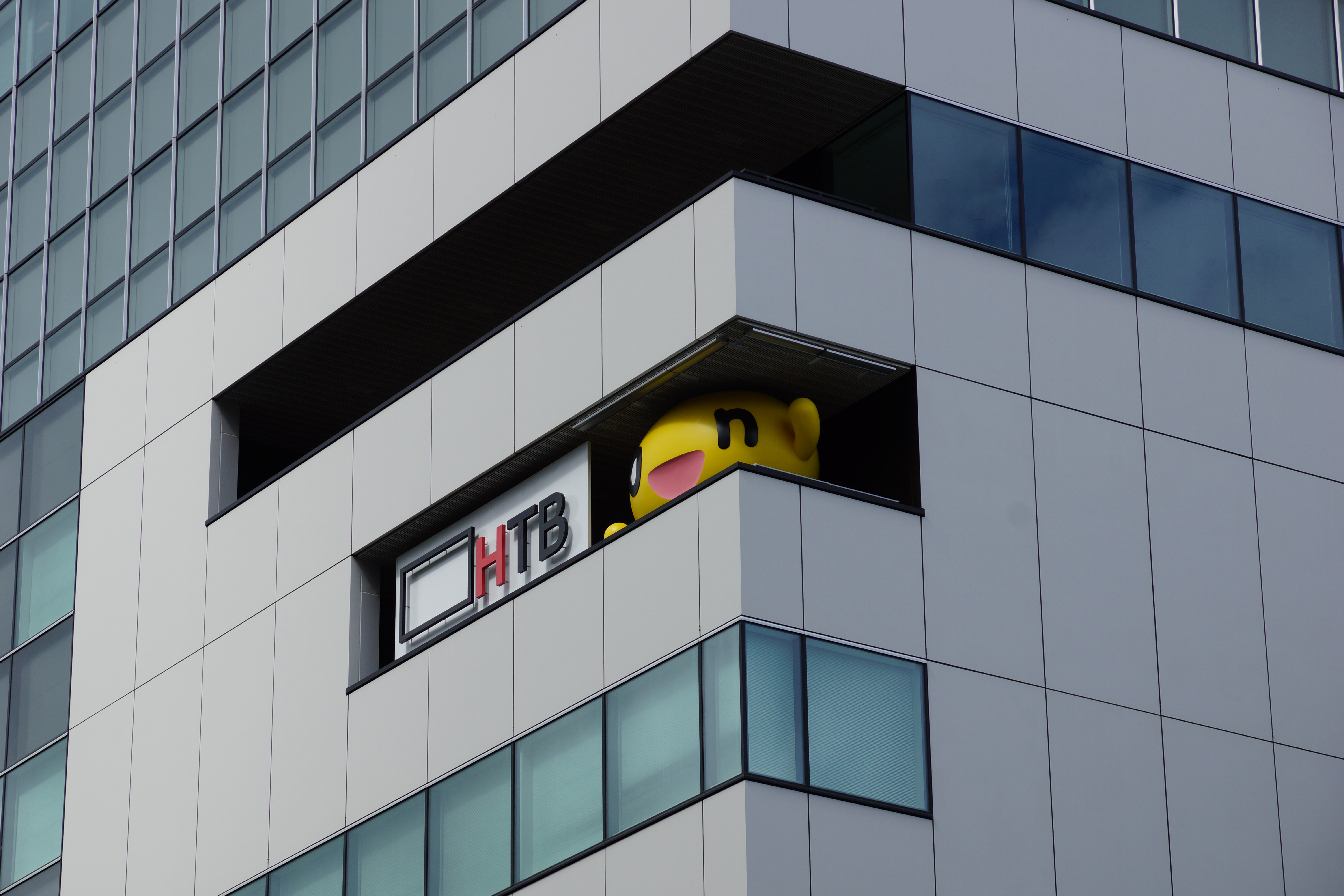
HTB側には同局のマスコットキャラクターonちゃんのモニュメントが挟まれている

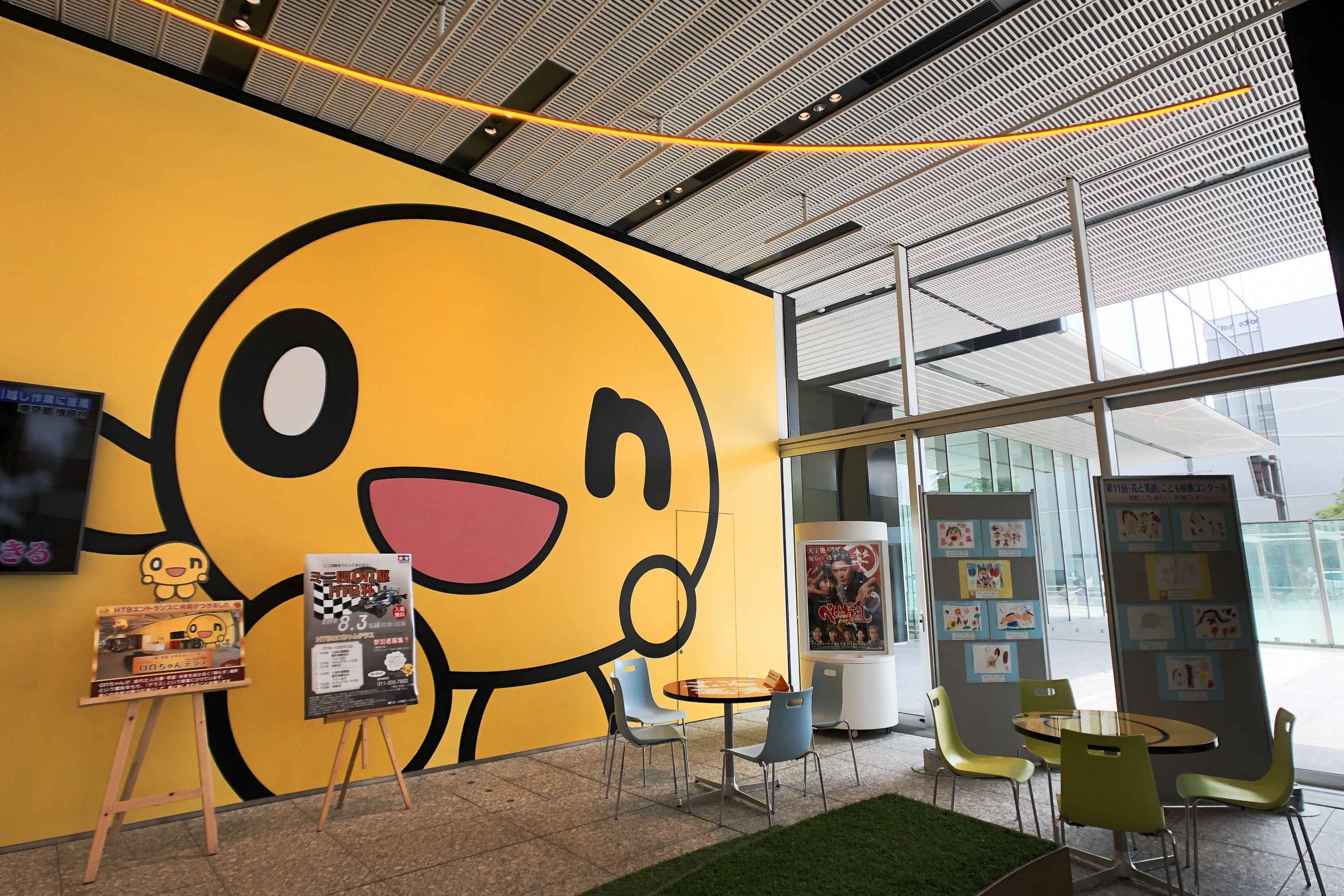
HTBの正面玄関「onちゃんテラス」

この他、東日本電信電話（NTT東日本）北海道支店なども入居する予定。
| 階  | 高層棟 | 高層棟 | 低層棟 | 低層棟 |
| --- | --- | --- | --- | --- |
| 29F | オフィス | | | |
| 28F | オフィス | | | |
| 27F | オフィス | 北海道テレビ放送（HTB）無線中継室 | | |
| 26F | オフィス | タイムズ24北海道支店 タイムズモビリティネットワークス北海道支店 パーク24北海道支店                                                                                             | | |
| 25F | オフィス | 北の達人コーポレーション本社 | | |
| 24F | オフィス | | | |
| 23F | オフィス | | | |
| 22F | オフィス | | | |
| 21F | オフィス | オフィス24 タキロンシーアイ ダイブラ KG情報 | | |
| 20F | オフィス | | | |
| 19F | オフィス | | | |
| 18F | オフィス | | | |
| 17F | オフィス | | | |
| 16F | オフィス | | | |
| 15F | オフィス | | | |
| 14F | オフィス | | | |
| 13F | オフィス | トーホウリゾート | | |
| 12F | オフィス | | | |
| 11F | オフィス | | | |
| 10F | オフィス | セブン-イレブン・ジャパン札幌地区事務所 | | |
| 9F  | オフィス | 朝日新聞北海道支社 朝日サービス（朝日オリコミ札幌） 朝日ビルディング 札幌支店 朝日新聞総合サービス 札幌支店・保険業務 朝日新聞リアルエステート 北海道不動産チーム 札幌合唱連盟 | 札幌市民交流プラザ | 札幌文化芸術劇場 (hitaru) |
| 8F  | オフィス | | 札幌市民交流プラザ | 札幌文化芸術劇場 (hitaru) |
| 7F  | 放送局 | 北海道テレビ放送 (HTB) HTBプロモーション HTB映像 ディ・キャスト | 札幌市民交流プラザ | 札幌文化芸術劇場 (hitaru) |
| 6F  | 放送局 | 北海道テレビ放送 (HTB) HTBプロモーション HTB映像 ディ・キャスト | 札幌市民交流プラザ | 札幌文化芸術劇場 (hitaru) |
| 5F  | 放送局 | 北海道テレビ放送 (HTB) HTBプロモーション HTB映像 ディ・キャスト | 札幌市民交流プラザ | 札幌文化芸術劇場 (hitaru) |
| 4F  | 放送局 | 北海道テレビ放送 (HTB) HTBプロモーション HTB映像 ディ・キャスト | 札幌市民交流プラザ | 札幌文化芸術劇場 (hitaru) |
| 3F  | 放送局 | 北海道テレビ放送 (HTB) HTBプロモーション HTB映像 ディ・キャスト | 札幌市民交流プラザ | 札幌文化芸術劇場 (hitaru) |
| 2F  | 放送局 | 北海道テレビ放送 (HTB) HTBプロモーション HTB映像 ディ・キャスト | 札幌市民交流プラザ | 札幌文化芸術交流センター (SCARTS) 札幌市図書・情報館 カフェ「Café MORIHICO」（1階） レストラン「restaurant DAFNE」（2階）           |
| 1F  | | エレベーターホール セブン-イレブンさっぽろ創世スクエア店 北海道テレビ放送（HTB）本社玄関（愛称「onちゃんテラス」、タリーズコーヒー札幌HTB創世スクエア店併設）                  | 札幌市民交流プラザ | 札幌文化芸術交流センター (SCARTS) 札幌市図書・情報館 カフェ「Café MORIHICO」（1階） レストラン「restaurant DAFNE」（2階）           |
| B1F | 北1西1地下自転車駐車場（地下1階） タイムズステーションさっぽろ創世スクエア（地下1階〜地下3階） 「西2丁目地下歩道」出入口（地下2階） | 北1西1地下自転車駐車場（地下1階） タイムズステーションさっぽろ創世スクエア（地下1階〜地下3階） 「西2丁目地下歩道」出入口（地下2階）                                            | 北1西1地下自転車駐車場（地下1階） タイムズステーションさっぽろ創世スクエア（地下1階〜地下3階） 「西2丁目地下歩道」出入口（地下2階） | 北1西1地下自転車駐車場（地下1階） タイムズステーションさっぽろ創世スクエア（地下1階〜地下3階） 「西2丁目地下歩道」出入口（地下2階） |
| B2F | 北1西1地下自転車駐車場（地下1階） タイムズステーションさっぽろ創世スクエア（地下1階〜地下3階） 「西2丁目地下歩道」出入口（地下2階） | 北1西1地下自転車駐車場（地下1階） タイムズステーションさっぽろ創世スクエア（地下1階〜地下3階） 「西2丁目地下歩道」出入口（地下2階）                                            | 北1西1地下自転車駐車場（地下1階） タイムズステーションさっぽろ創世スクエア（地下1階〜地下3階） 「西2丁目地下歩道」出入口（地下2階） | 北1西1地下自転車駐車場（地下1階） タイムズステーションさっぽろ創世スクエア（地下1階〜地下3階） 「西2丁目地下歩道」出入口（地下2階） |
| B3F | 北1西1地下自転車駐車場（地下1階） タイムズステーションさっぽろ創世スクエア（地下1階〜地下3階） 「西2丁目地下歩道」出入口（地下2階） | 北1西1地下自転車駐車場（地下1階） タイムズステーションさっぽろ創世スクエア（地下1階〜地下3階） 「西2丁目地下歩道」出入口（地下2階）                                            | 北1西1地下自転車駐車場（地下1階） タイムズステーションさっぽろ創世スクエア（地下1階〜地下3階） 「西2丁目地下歩道」出入口（地下2階） | 北1西1地下自転車駐車場（地下1階） タイムズステーションさっぽろ創世スクエア（地下1階〜地下3階） 「西2丁目地下歩道」出入口（地下2階） |
| B4F | 地域冷暖房施設 | 地域冷暖房施設 | 地域冷暖房施設 | 地域冷暖房施設 |

## アクセス
創成川通（国道5号）・北1条雁来通（国道12号）沿いに位置しており、札幌市役所、札幌市民ホール（カナモトホール）、北海道経済センター（札幌商工会議所）、創成川公園に隣接している。
- 札幌市営地下鉄大通駅31番出口から徒歩約2分、地下2階で「西2丁目地下歩道」を介して直結
- 北海道旅客鉄道（JR北海道）札幌駅南口から徒歩約10分